# Cabo Grano
Das Cabo Grano ist ein Kap im Südwesten der Nansen-Insel in der Wilhelmina Bay vor der Danco-Küste des Grahamlands auf der Antarktischen Halbinsel.
Argentinische Wissenschaftler benannten es. Der weitere Benennungshintergrund ist nicht überliefert.